# Bruno Bozzetto
Bruno Bozzetto (ur. 3 marca 1938 w Mediolanie) – włoski reżyser filmów animowanych oraz satyryk polityczny.

## Kariera
Stworzył pierwszą krótką animację, którą opublikował w 1958 w wieku 20 lat. Jego najbardziej znaną postacią komiksową jest Signor Rossi (Pan Rossi), który po raz pierwszy pojawił się w serii komiksów w 1976 roku.
W 1965 roku wyprodukował film West and Soda jako parodia amerykańskich filmów westernowych. W 1968 roku Bruno stworzył postać VIP, mój brat superman. W 1976 roku powstał film, Allegro non troppo w reżyserii Bozzetto który stał się jednym z najbardziej rozpoznawanych filmów w dorobku Bruno. Film jest oparty na humorystycznej akcji, z satyrą ekonomiczno-polityczną na tle muzyki poważnej. Bruno Bozzetto jest także autorem filmów Pod Chińską Restauracją oraz Mammuk opowiadającym o epoce prehistorycznej.
W 1995 roku wyprodukował dla wytwórni Hanna-Barbera serię krótkich animacji pt. Help. W 1996 rozpoczął współpracę z włoską telewizją publiczną RAI, dla której stworzył 26 odcinków serialu Rodzina Spaghetti.
W ciągu ostatnich lat Bruno tworzy krótkie animację o tematyce satyry politycznej. Do najsłynniejszego dzieł zalicza się animację Włochy vs UE (Italy vs EU), która przedstawia socjo-kulturalne przeciwności którymi różnią Włosi a pozostali mieszkańcy starego kontynentu.

## Nagrody
- Międzynarodowy Festiwal Filmowy w Bergamo w 2003 roku - Całokształt twórczości.
- Festiwal Międzynarodowej Animacji w Teheranie w 2001 roku - Nagroda Specjalna za animację Italy vs Europe.
- Festiwal Filmowy w Zagrzebiu w 2000 roku - Specjalna nagroda jury.
- 13 Festiwal Animacji w Zagrzebiu w 1998 roku - Nagroda za całokształt twórczości.